# Charles Gustafsson

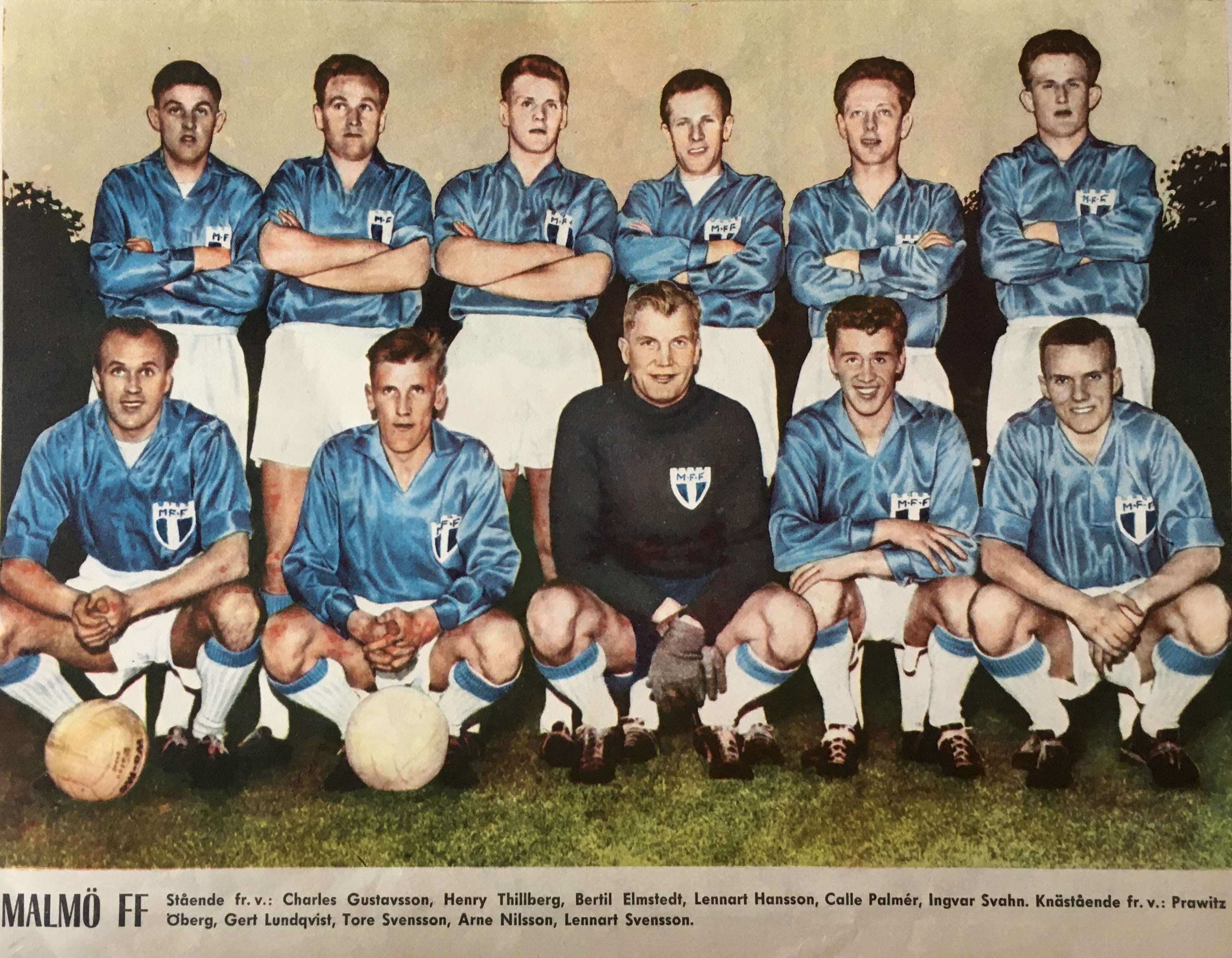
Malmö FF:s lag 1960 med bland andra Charles Gustafsson, Henry Thillberg, Bertil Elmstedt, Calle Palmér, Ingvar Svahn, Prawitz Öberg och Tore Svensson.

Charles "Challe" Gustafsson, född den 25 december 1932 i Kristianstad, är en svensk tidigare fotbollsspelare, högerytter, som två gånger stor silvermedaljör för Malmö FF och tvåfaldig landslagsman. Under åren 1954–1961 spelade han 231 matcher för Malmö FF och gjorde 141 mål, varav 108 matcher och 51 mål i Allsvenskan.

## Biografi
Charles Gustafsson växte upp i Önnestad. Han började som 14-åring spela i det lokala laget Önnestads BI, där det blev spel i A-laget direkt. Som 17-åring bytte han klubb till IFK Kristianstad. Det blev fem år i Kristianstad och under denna tid så gjorde han samtidigt värnplikten. Helsingborgs IF gav möjligheten för Gustafsson och Bengt Lindskog som båda låg i det militära, möjlighet att träna med klubben. Det blev en match och två mål i HIF-tröjan för Gustafsson under 1952.
Året efter blev han uttagen i ungdomslandslaget till en match mot Danmark i Sölvesborg. Debuten skedde den 21 juni 1953 och Sverige vann med 4–0. Gustafsson som brukade spela högerytter, fick byta sida till vänster då Kurre Hamrin spelade på högerkanten. Spelet i ungdomslandslaget ledde till att han uppmärksammades av MFF-lagledaren Eric Persson, som var överledare för ungdomslandslaget. Malmö FF skulle under hösten 1954 på en två månader lång resa till Sydamerika. Persson tog kontakt med Gustafsson, som lånades in till MFF under denna tiden och som därefter kunde bestämma sig för om han ville stanna kvar.
Då 21-årige Gustafsson åkte till Malmö och gjorde sin debut mot danska Akademiska BK. Matchen spelades den 19 december i Köpenhamn inför 3 900 åskådare och slutade 2–2. Hans första mål i klubben kom en vecka senare i returmötet på Heleneholms Idrottsplats som MFF vann med 7–1. Den 1 januari 1955 flög sjutton MFF-spelare och två ledare ner till Sydamerika där klubben spelade sex matcher, varav Gustafsson spelade två. 
Direkt efter hemkomsten från resan skrev "Challe" på för MFF. Den 11 april spelade MFF en match mot IFK Kristianstad som tack för överlåtelsen av Gustafsson. MFF vann matchen med 3–2 och Gustafsson som spelade för Kristianstad gjorde ett av deras mål. Han blev inte spelklar förrän till den sista allsvenska matchen mot IFK Göteborg. Han gjorde då sin debut i Allsvenskan i en match som slutade med en 2–0-förlust för MFF. 

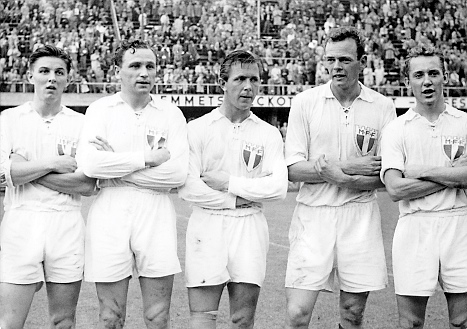
Malmö FF:s drömkedja 18 augusti 1954; Charles Gustafsson, Henry Thillberg, Nils-Åke Sandell, Bengt Lindskog och Bertil Nilsson.

Egon Jönsson lämnade efter säsongen 1954/1955 och Gustafsson efterträdde snabbt honom på högeryttern. I den allsvenska premiärmatchen den 5 augusti 1955 gjorde han sitt första allsvenska mål när MFF besegrade IFK Norrköping med 5–2 på Malmö IP. Gustafsson blev snabbt ordinarie i MFF och efter att bara ha spelat åtta allsvenska matcher blev han uttagen i A-landslaget. Den 25 september 1955 spelade Sverige 1–1 mot Norge på Råsunda och Gustafsson fick göra sin landslagsdebut när han byttes in mot lagkamraten Nils-Åke "Kajan" Sandell. Senare under hösten fick han debutera i B-landslaget. Den 16 oktober spelade Sverige mot Danmark och vann med 6–3, varav Gustafsson gjorde tre av målen. MFF slutade tvåa i allsvenskan och Gustafsson fick sin första medalj, ett silver. 
När "Kajan" Sandell sen blev proffs i Italien ersatte Gustafsson denne som centerforward och spelade samtliga de 22 allsvenska matcherna och gjorde åtta mål. Säsongen 1956/1957 kom han tvåa i den allsvenska skytteligan efter Harry Bild med 18 gjorda mål. Den 16 juni spelade han sin andra och sista landskamp när Sverige fick 0–0 mot Ungern på Råsunda.
Den allsvenska säsongen 1957/1958 gick från formatet höst/vår till vår/höst och vardera lag mötte varandra tre gånger. MFF inledde säsongen med ett derby mot IFK Malmö som man vann med 3–0 och där Gustafsson gjorde ett mål. I allsvenskan 1959 var Gustafsson ur form och spelade endast sex allsvenska matcher. 1960 var han återigen ordinarie och spelade 18 av 22 matcher samt tog hem sin sista allsvenska medalj; en bronsmedalj efter MFF:s fjärdeplats. 
Säsongen efter var Gustafssons sista i MFF. Den 6 augusti 1961 gjorde han sitt 51:a och sista allsvenska mål när MFF vann mot Degerfors IF på Malmö Stadion med 2–0. Hans spelade sin sista allsvenska matchen söndagen den 27 augusti 1961 då MFF mötte Sandvikens IF och förlorade med 1–3. Han avslutade sin karriär i MFF med en lång Fjärran Östern-resa på 52 dagar. Han spelade sju av lagets 17 matcher under resan samt gjorde 2 mål. Den totalt sista matchen i MFF gjorde han den 17 december då MFF vann med 4–1 över Kuwaits landslag.
Efter tiden i MFF varvade han ner i Borrby IF under en säsong. Därefter tog han några sabbatsår innan han gjorde comeback som tränare i Örtofta IS. Det blev bara en säsong i klubben och sedan var fotbollskarriären definitivt slut.